# الدوري الكويتي 2008–09
بدأت بطولة الدوري الكويتي لموسم 2008/2009 في 4 أكتوبر 2008 وانتهى الدوري في 25 أبريل 2009، وشارك في الدوري الكويتي 8 فرق، وقد هبط نادي الساحل الكويتي ونادي الجهراء إلى الدرجة الأولى وتأهل نادي الشباب الكويتي إلى الدرجة الممتازة.
كان البنك الوطني يريد رعاية الدوري الكويتي بمبلغ 155 ألف دينار كويتي لمدة موسم واحد، وفي يوم 21 أكتوبر 2008 أعلن البنك الوطني الكويتي بأنه لا يريد رعاية الدوري الكويتي نظرا لمشاكل الإتحاد الكويتي لكرة القدم مع الإتحاد الدولي لكرة القدم ، ومن الأسباب التي دعت البنك الوطني للتراجع عن رعاية الدوري أعمال الشغب التي حدثت في بداية الدوري.
وفاز نادي القادسية الكويتي بلقب الدوري للمرة الثانية عشر في تاريخة والأولى منذ ثلاثة مواسم، وقد هبط نادي الشباب الكويتي إلى دوري الدرجة الأولى بعد حلوله في المركز الأخير ، وقد تأهل نادي الصليبيخات إلى الدوري الكويتي لموسم 2009/2010 ، وقد حصل لاعب نادي النصر الكويتي البرازيلي جيري كاريكا برصيد 13 هدف.، وحصل بدر المطوع لاعب نادي القادسية الكويتي على لقب هداف اللاعبين المواطنين برصيد 10 أهداف.

## الفرق المشاركة
| الفريق        | الملعب               | عدد مرات الفوز بالدوري | المدرب                                          |
| ------------- | -------------------- | ---------------------- | ----------------------------------------------- |
| نادي العربي   | ملعب صباح السالم     | 16                     | أحمد خلف[ ؟ ]                                   |
| نادي القادسية | ملعب محمد الحمد      | 11                     | محمد إبراهيم                                    |
| نادي الكويت   | ملعب نادي الكويت     | 10                     | إدميلر إيفانسفيتش \ محمد عبد الله \ لوران بانيد |
| نادي السالمية | ملعب ثامر            | 4                      | ميهاي ستويكيتا \ صالح زكريا                     |
| نادي كاظمة    | ملعب الصداقة والسلام | 4                      | روبيرتينهو                                      |
| نادي التضامن  | ملعب مساعد الشنفا    | 0                      | راشد بديح \ ماهر الشمري \ ألكسندر مولدوفان      |
| نادي النصر    | ملعب علي صباح السالم | 0                      | علي الشمري \ مسير العدواني \ علي الشمري         |
| نادي الشباب   | ملعب نادي الساحل     | 0                      | غوران توفاز \ خالد الزنكي                       |

## الدوري
| الفريق        | لعب | فاز | تعادل | خسر | له | عليه | النقاط |
| ------------- | --- | --- | ----- | --- | -- | ---- | ------ |
| نادي القادسية | 21  | 12  | 4     | 5   | 32 | 22   | 40     |
| نادي كاظمة    | 21  | 11  | 3     | 7   | 23 | 22   | 36     |
| نادي الكويت   | 21  | 10  | 5     | 6   | 34 | 23   | 36     |
| نادي السالمية | 21  | 8   | 7     | 6   | 25 | 25   | 31     |
| نادي العربي   | 21  | 8   | 6     | 7   | 24 | 18   | 30     |
| نادي النصر    | 21  | 7   | 5     | 9   | 24 | 28   | 26     |
| نادي التضامن  | 21  | 4   | 7     | 10  | 19 | 30   | 19     |
| نادي الشباب   | 21  | 2   | 7     | 12  | 22 | 35   | 13     |

## أحداث في الدوري
في مباراة نادي الشباب الكويتي مع نادي النصر الكويتي في يوم 14 أكتوبر 2008، حصل لاعب نادي الشباب الكويتي عبد الوهاب الختلان على الكرت الأصفر الثاني له في المباراة، فكان يجب أن يطرد، ولكن الحكم حميد عرب لم ينتبه إلى هذا الأمر إلى أن نبهه الحكم الرابع سليمان الميل بالأمر، فخرج اللاعب بعد أن لعب لمدة 3 دقائق.
في الجولة الخامسة في يوم 4 نوفمبر 2008 في مباراة نادي العربي الكويتي ونادي الكويت، حدثت مشادة بين إسماعيل عبد اللطيف مهاجم نادي العربي والقوات الخاصة، وفي نفس المباراة قذفت جماهير النادي العربي المفرقعات تعبيرا عن غضبهم من مستوى اللاعبين دون أن تتحرك القوات الخاصة، وقد طالب لاعب نادي العربي فراس الخطيب إدارة الفريق والجهاز الفني بإسكات رابطة جماهير النادي لأنهم أخذوا بالتطاول على أحد اللاعبين.
في يوم 9 نوفمبر 2008 في مباراة نادي التضامن الكويتي ونادي كاظمة حدث شجار بين لاعب في نادي التضامن الكويتي ومدرب نادي كاظمة روبرتو دو كارمو وتدخل مدرب اللياقة في نادي التضامن، ولكن الحكم حميد عرب استطاع أن ينهي الشجار ، وفي نفس المباراة حدثت مشادة بين عبد الله الدوسري مشرف نادي كاظمة ومساعد مدرب نادي التضامن  وقد تم تغريم عبد الله الدوسري 500 دينار كويتي وإيقافه أربعة مباريات ، وحدثت مشادة أخرى بين فهد الخرينج رئيس نادي التضامن السابق مع المدرب ماهر الشمري على مستوى المحترف زكريا بنغويرا، وحاولت جماهير نادي التضامن اقتحام أرض الملعب للهجوم على الحكم ولكن أعضاء مجلس إدارة نادي التضامن رفضوا فتح الأبواب حتى لا يتم الاعتداء.
وفي مباراة نادي القادسية الكويتي ونادي النصر الكويتي في 10 نوفمبر 2008 قال علي الشمري مدرب نادي النصر في 12 نوفمبر 2008 بأن الحكم محمد باجية أغفل ركلة جزاء صحيحة لهم قبل نهاية المباراة.
في مباراة نادي العربي الكويتي ونادي النصر الكويتي في يوم 4 ديسمبر 2008 قال المعلق في تلفزيون دولة الكويت حمد بوحمد عنه لاعب نادي النصر البرازيلي جيري اريال هان بأنه لا يعلم إذا ما كان هو توم أو جيري بقصد عن الرسوم المتحركة توم وجيري، مما أدى إلى غضب إدارة نادي النصر واللاعب نفسه أيضا وطالبته إدارة النصر بالاعتذار من اللاعب على هذا القول واعتذر منهم.
في يوم 2 فبراير 2009 في الجولة عندما فاز نادي القادسية الكويتي على نادي كاظمة 4-0 كانت هذه هي المرة الأولى منذ موسم 1974/1975 التي يفوز فيها نادي القادسية على نادي كاظمة في قسمي الدوري عندما فاز عليه 4-3 و2-0.
في يوم 2 فبراير 2009 قرر الإتحاد الكويتي لكرة القدم تغيير أماكن بعض المباريات، حيث تغير ملعب مباراة نادي القادسية الكويتي ونادي العربي الكويتي في القسم الثاني من ملعب محمد الحمد إلى ملعب نادي الكويت، ومباراة نادي الشباب الكويتي مع نادي التضامن الكويتي على ملعب صباح السالم، ومباراة نادي القادسية الكويتي مع نادي العربي الكويتي في القسم الثالث على ملعب محمد الحمد.
قال مراقب غانم السهلي مباراة نادي العربي الكويتي ونادي السالمية التي لعبت في 2 فبراير 2009 بأنه سيرفع تقرير إلى لجنة المسابقات في الإتحاد الكويتي لكرة القدم يطالب فيه بتشكيل لجنة انضباط خاصة بمراقبة الأمن والمحافظة على سلامة اللاعبين والجمهور داخل الملعب بعد أن قامت جماهير النادي العربي بإلقاء الألعاب النارية في الملعب للتعبير عن سخطها للمستوى المتواضع الذي قدمه اللاعبون في تلك المباراة، وأضاف بأن الفريق المضيف هو المسؤول دائما عن الأمن في الملعب، وقال بأنه سيطالب بمنع دخول الألعاب النارية والمفرقعات إلى الملاعب وذلك لخطورتها على الجماهير خصوصا الأطفال ومرضى القلب والسكر لأن الصوت العالي الذي تحدثه تلك المفرقعات قد يصيبهم بالذعر.
في يوم 8 فبراير 2009 قام الحكم عطا الله جطلي بطرد أربعة لاعبين في مباراة نادي السالمية ونادي القادسية الكويتي التي انتهت بالتعادل 2-2، قد طرد من السالمية فهد الهنيدي ومحمد أشكناني وطرد من القادسية نهير الشمري وبدر المطوع ، وقال مدرب نادي السالمية صالح زكريا بأن الحكم كان متشدد في قراراته ، وفي يوم 9 فبراير 2009 قدم نادي القادسية الكويتي احتجاجا رسميا إلى الإتحاد الكويتي لكرة القدم على طرد بدر المطوع ولذلك لعدم استحقاقه للبطاقة الحمراء نظرا لتغطية زميله علي الشمالي خلفه ، وقد طالب نائب مدير الكرة في نادي القادسية جمال مبارك بالعودة إلى شريط المباراة وتقرير مراقب المباراة لمراجعة قرارات الحكم عطا الله جطلي ، وقال مدير الكرة بنادي القادسية فواز الحساوي بأن الحكام يتعمدون الإطاحة بالقادسية حتى يقال عنهم بأنهم لا يخشون الشيخ طلال الفهد الصباح ، وفي يوم 10 فبراير 2009 قال فواز الحساوي بأن الفريق لم يلق ردا من الاتحاد حتى الآن ، وفي يوم 11 فبراير 2009 رفض الاتحاد الاحتجاج وذلك بسبب عدم تسديد القادسية مبلغ 300 دينار كويتي رسوم للاحتجاج.
وفي يوم 8 فبراير 2009 قام الحكم ثامر العنزي بطرد مدرب نادي النصر الكويتي مسير العدواني من الملعب وطرد أيضا مشرف الفريق محمد العدواني في مباراة نادي النصر الكويتي ونادي التضامن الكويتي.
في يوم 15 فبراير 2009 قامت جماهير نادي العربي الكويتي بعد خسارتهم من نادي الشباب الكويتي 4-1 بإلقاء القناني على اللاعبين، وتجمهروا خارج غرفة خلع الملابس مطالبين باستقالة الجهاز الفني للفريق ، وقام خلف أحمد خلف لاعب نادي العربي بتوجيه حركة غير أخلاقية عن خروجه من الملعب.
يوم 17 فبراير 2009 قرر الإتحاد الكويتي لكرة القدم باستقدام الحكام فريد علي وعيسى درويش وصالح المرزوقي من الإمارات لإدارة مباراة نادي القادسية الكويتي ونادي الكويت.
في يوم 13 مارس 2009 في مباراة نادي القادسية الكويتي ونادي الشباب الكويتي في افتتاح القسم الثالث من الدوري، رفض أحد الجماهير إرجاع الكرة إلى الملعب بعد أن وصلت إلى المدرجات، وهو ما أضحك اللاعبين رغم الشد العصبي الذي كان باديا عليهم في الربع ساعة الأخيرة.
في يوم 21 مارس 2009 في مباراة نادي الكويت ونادي الشباب الكويتي طرد حكم المباراة عطا الله جطلي حارس مرمى نادي الشباب عطا الله حميد الذي حاول الاعتداء على الحكم، وقد قام اللاعب عبد الله المطوع بحراسة المرمى وذلك بسبب استنفاذ التبديلات الثلاث.
في مباراة نادي القادسية الكويتي ونادي كاظمة في 3 أبريل 2009، ارتدى فريق نادي القادسية ملابس سوداء للمرة الأولى مما أدى إلى إجبار الحكم ناصر العنزي لحارس مرمى نادي كاظمة حسين كنكوني لتغيير ملابسه السوداء، وفي نفس المباراة نظرا لعطل تلفزيوني بسبب الأمطار لم تنقل المباراة على الهواء مباشرة.
في مباراة نادي العربي الكويتي ونادي السالمية في 3 أبريل 2009 كادت الحكم عطا الله جطلي ومراقب المباراة غانم السهلي أن يؤجلا اللقاء وذلك بسبب تأثر أرضية الملعب من الأمطار التي هطلت لمدة 24 ساعة، ولكنهما تراجعا في آخر لحظة.
في مباراة نادي الكويت ونادي السالمية في 17 أبريل 2009 قامت جماهير نادي الكويت برشق لاعبي الكويت بقناني المياه وهتفت ضدهم وضد الجهاز الفني بعد نهاية المباراة وذلك بعد خسارتهم بهدف مقابل لا شيء، وكما تعرض الحكم ثامر العنزي للسب من قبل جماهير نادي الكويت وحاولوا التهجم عليه ولكن الشرطة تدخلت لمنع الاعتداء.

### الاعتداءات على الحكام
في يوم 4 أكتوبر 2008، قام الحكم محمد باجية بالاستعانة بالشرطة لطرد أحد مشجعي نادي الكويت في مباراتهم مع نادي النصر الكويتي بعد أن شتمه، وعند انتهاء المباراة قام الحكم ببعض الحركات الاستفزازية للجمهور، وبعد المباراة تجمع عدد من جمهور نادي الكويت خارج غرفة ملابس الحكام.
وفي يوم 5 أكتوبر 2008 حاولت بعض جماهير نادي العربي الكويتي الاعتداء على الحكم عطا الله جطلي بعد انتهاء المباراة، وقد اقتحمت الجماهير الملعب في محاولة للاعتداء على الحكم ، وقد اعتقلت الشرطة عدد من مثيري الشغب، ولكن الجماهير حاصرت غرفة الحكام، وتم إخراج الحكام من الملعب بواسطة دورية الشرطة، وكانت المباراة قد توقفت لأكثر من عشرة دقائق بسبب شتم أحد المشجعين للحكم وبعدها تم إلقاء قوارير المياه في الملعب لتتوقف المباراة، واضطر الحكم إلى احتساب 17 دقيقة وقتا بدل ضائع ، وقد صعد بعض رجال الأمن إلى المدرجات لضبط الأمور.
بعد مباراة نادي كاظمة مع نادي القادسية الكويتي في 14 أكتوبر 2008، هاجم لاعب نادي كاظمة خالد الشمري حكم المباراة ناصر العنزي متهما إياه بإهداءه الفوز للقادسية، وفي يوم 18 أكتوبر 2008 اعتذر خالد الشمري عن تصريحه للحكم ولجنة الحكام.
احتج نادي الشباب الكويتي في يوم 21 أكتوبر 2008 في مباراتهم مع نادي التضامن الكويتي على الحكم محمد باجية الذي طرد لاعبهم عبد الله المطوع ومدربهم غوران توفاز، وطالب مدير الكرة في نادي الشباب جابر الزنكي بعدم إسناد أي مباراة في الدوري للحكم باجية.
بعد مباراة نادي العربي الكويتي ونادي القادسية الكويتي في 29 أكتوبر 2008 صرح أحمد خلف[ ؟ ] مدرب نادي العربي بأن حكام الكويت لا يستحقون عشرة دنانير لإدارة المباريات ، وقال أيضا بأن الحكم المساعد احتسب ركلة الجزاء للقادسية بسبب خوفه من الجمهور ، وانتقد قائد نادي القادسية نهير الشمري أداء الحكم في المباراة ، وانتقد كذلك رئيس نادي القادسية طلال الفهد الصباح مستوى الحكم علي محمود في المباراة ، وتقدم نادي القادسية باحتجاج رسمي على الحكم وموضحا بأن النادي لا يريد من هذا الحكم قيادة مباريات بهذا المستوى، وقال بسام البسام بأن الحكم نفسه قد أدار ثلاثة مباريات متتالية للعربي في الدوري وهي مباراتهم مع نادي النصر الكويتي ومع نادي السالمية، وكان نادي القادسية قد أشار إلى مراقب المباراة عيسى الجساس عن هذا الأمر قبل المباراة، وأشاد بسام البسام بالحكم المساعد سليمان الشمري بعد أن احتسب ركلة الجزاء لنادي القادسية في الدقائق الأخيرة ، وفي يوم 2 نوفمبر 2008 انتقد رئيس نادي العربي الكويتي جمال الكاظمي الحكام وحملهم مسؤولية الهزائم التي يتعرض لها فريقه، وقال بأن النادي العربي قد رفع احتجاج رسمي إلى لجنة الحكام بهذا الشأن بعد مباراتهم مع نادي القادسية الكويتي.
في يوم 28 نوفمبر 2008 قام اللاعب مساعد رحيل في مباراة فريقه نادي التضامن الكويتي ونادي السالمية بضرب الحكم سليمان الميل بعدد من اللكمات وذلك بعد أن احتج له عن إضاعة حارس المرمى صالح مهدي للوقت في الدقيقة 90 من زمن المباراة ، وكان الحكم في طريقه لإنذار الحارس إنذارا شفهيا ولكن فوجئ باعتدء اللاعب عليه  وقد يضرب الحكام عن إدارة مباريات الجولة بسبب هذا الاعتداء، وتوجه الحكم إلى مخفر الشرطة ليسجل حالته ويرفع قضية على اللاعب، وقد اعتذر نادي التضامن من خلال أمين صندوقه حربي عدهان وقرروا إيقاف اللاعب لمدة سنة وقال بأن نادي التضامن كان من أكثر المتضررين من الحادثة وأنه هذه الحادثة أدت إلى تثبيط عزيمة اللاعبين ، وتم حرمان اللاعب من رواتب احترافه وحرمانه من دخول التدريبات، وكان اللاعب نفسه قد أعتدى على الحكم ثامر العنزي قبل سنتين ، وسلم تقرير المباراة المكتوب من قبل الحكم سليمان الميل في يوم 30 نوفمبر 2008، وقد تكون عقوبة اللاعب الشطب النهائي من سجلات الاتحاد مع تغريم نادي التضامن ، وقال الحكم بأنه لن يتنازل عن حقه بعد امتهان كرامته وقال بأنه سيواصل مسيرته في مقاضاة اللاعب، وقال بأنه واصل المباراة بالرغم من مطالبات إداريي الفريقين بوقف المباراة ، وقال عباس دشتي مقرر لجنة المسابقات بالإتحاد الكويتي لكرة القدم بأن اللجنة الانتقالية لا علاقة لها بعقوبة الإيقاف التي أوقعها نادي التضامن على لاعبه وقال بأن لائحة الاتحاد تفرض إيقاف اللاعب لعدد معين من المباريات وليس الأيام أو الشهور ، وفي يوم 2 ديسمبر 2008 أوقف الاتحاد الكويتي لكرة القدم اللاعب حتى نهاية موسم 2009/2010 مع تغريمه 500 دينار كويتي ، وتلقى الحكم سليمان الميل كتاب شكر من الاتحاد الكويتي لكرة القدم على شجاعته، وقد كلفت اللجنة الانتقالية المحامي سعود النجدي لاستكمال القضية المرفوعة من قبل الحكم على اللاعب ، وفي يوم 16 أبريل 2009 حكمت المحكمة بتعويض الحكم 5001 دينار كويتي وتغريم اللاعب 100 دينار كويتي.
وفي يوم 3 أبريل 2009 في مباراة نادي القادسية الكويتي ونادي كاظمة تهجم لاعب نادي كاظمة فهد الفهد على الحكم ناصر العنزي محاولا ضربه، وقد رفع له الحكم البطاقة الحمراء ولكن اللاعب رفض الخروج من أرض الملعب، وظل في الملعب لمدة 11 دقيقة قبل أن يخرج  وقد كان الحكم قد أعطى خمسة دقائق لكاظمة لكي يخرج اللاعب من أرضية الملعب.، وقد تعرض اللاعب فيصل دشتي الموجود على دكة البدلاء للبطاقة الصفراء بعد احتجاجه على الحكم ، وفي يوم 6 أبريل 2009 قرر الإتحاد الكويتي لكرة القدم إيقاف فهد الفهد لمدة سنة ميلادية كاملة وتغريمه 1500 دينار كويتي، ووجهت لجنة المسابقات إنذار نهائي إلى الجهاز الإداري والفني لنادي كاظمة بسبب دخولهم أرض الملعب دون حصولهم على إذن حكم المباراة ، وقال جهاد الغربللي عضو مجلس إدارة نادي كاظمة بأن العقوبة قاسية على اللاعب وأن النادي سيتقدم بكتاب احتجاج رسمي إلى الاتحاد الكويتي لكرة القدم، وقال بأن اللاعب تم استفزازه من قبل لاعب نادي القادسية الكويتي مساعد ندا ، وقد أصدر فهد الفهد بيانا قال فيه بأن الحكم قد قال له (أذلف بره الملعب) وقال له مرة أخرى (أطلع بره أو أضربك بوكس) عندما ذهب للاستسفار من الحكم عن سبب طرده، وأوضح بأن جلوسه في أرض الملعب كان لتوصيل رسالة، ويقر بأنها لم تكن الطريقة السليمة للاعتراض ، وقد تم إيقاف الحكم ناصر العنزي 6 مباريات من قبل لجنة الحكام ، وقام أمين سر نادي كاظمة حسين بوسكندر بتقديم كتاب إلى اللجنة الانتقالية في الاتحاد الكويتي لكرة القدم في يوم 8 أبريل 2009 يعترض فيه على إيقاف اللاعب وقد طلب نادي كاظمة تخفيض العقوبة إلى الحد الأدنى.

### الاعتزالات
في يوم 5 نوفمبر 2008 قررت لجنة المسابقات بالإتحاد الكويتي لكرة القدم بأن تقام مباراة نادي القادسية الكويتي ونادي النصر الكويتي في ملعب محمد الحمد بنادي القادسية بدلا من أن تقام على ملعب علي صباح السالم بنادي النصر وذلك بمناسبة اعتزال لاعب نادي النصر فلاح غانم ، وفي يوم 10 نوفمبر 2008 تم تأجيل اعتزال اللاعب إلى الجولة الثانية لكي تلعب على ملعب نادي النصر وذلك لحفظ حقوق اللاعب.
في يوم 24 نوفمبر 2008 اعتزل لاعب نادي التضامن الكويتي فهد عبيد الرشيدي في مباراة فريقهم أمام نادي العربي الكويتي، وأقيم الاعتزال تحت رعاية الشيخ خليفة العلي الخليفة الصباح ، وشارك في المباراة في أربعة دقائق غير رسمية وسجل فيها هدفا في الدقيقة الأولى.
في يوم 5 ديسمبر 2008 أعتزل لاعب نادي التضامن الكويتي حمد مرزوق في مباراة فريقه أمام نادي القادسية الكويتي في الجولة التاسعة من الدوري، وقد أقيمت مباراة استعراضية قبل بدء المباراة.
في يوم 11 أبريل 2009 أعتزل لاعب نادي القادسية الكويتي سعدون الشمري في مباراة فريقه مع نادي العربي الكويتي التي أقيمت على ملعب محمد الحمد.

### التكريم
في يوم 5 أكتوبر 2008 تم تكريم عادل حمود من قبل نادي القادسية الكويتي على جهوده مع الفريق عند انتهاء عقده مع النادي، وقد تم تكريمه بين شوطي مباراة نادي القادسية الكويتي ونادي الشباب الكويتي، وقد حضر تكريمه الشيخ طلال الفهد الصباح وفواز الحساوي والشيخ خالد الفهد الصباح وعضو مجلس الإدارة محمد البناي وعضو مجلس الإدارة حسن أبو الحسن وعضو مجلس الإدارة بسام البسام.
في يوم 25 أكتوبر 2008 وقف نادي الكويت ونادي كاظمة دقيقة حداد على روح براك المرزوق قبل مباراتهم.
قام نادي القادسية الكويتي في 10 نوفمبر 2008 في مباراتهم مع نادي النصر الكويتي بتكريم فريق البراعم مواليد 1996 الفائز في مهرجان البراعم الأول في بين شوطي المباراة.
قام نادي القادسية الكويتي في 25 أبريل 2009 في مباراتهم الختامية مع نادي الكويت بتكريم فريق النادي لتحت 19 سنة بعد فوزهم بلقب الدوري للسنة الثانية على التوالي ، وقد تم تكريم فريق كرة اليد تحت 14 سنة في نادي القادسية بعد فوزه بلقب كأس الاتحاد، وتم تكريم بطل دوري الدرجة الأولى الكويتي 2008/2009 نادي الصليبيخات.

### حادثة مباراة الكويت والقادسية
في المرحلة السابعة من الدوري في يوم 24 نوفمبر 2008 حدثت سابقة لم تشهدها الملاعب الكويتية حيث أنهى الحكم حميد عرب مباراة نادي الكويت ونادي القادسية الكويتي قبل نهايتها بخمسة دقائق وذلك لاعتداء حارس مرمى نادي الكويت خالد الفضلي عليه بعد أن قام بطرد مدافع نادي الكويت فهد حمود الرشيدي، وبعدها غادر الحكم أرض الملعب وترك اللاعبين في الملعب، وبعد سبعة دقائق أعلن مراقب المباراة غانم السهلي أن الحكم يرفض استئناف اللعب وأنه قرر إنهاء المباراة، وكان من أسباب حدوث هذه المشاكل هو احتساب الحكم ركلة جزاء لنادي القادسية في الشوط الأول في الدقيقة 40 بناء على الحكم المساعد عبد الله مراد بعد تعرض بدر المطوع إلى عرقلة من قبل مدافع نادي الكويت البحريني عبد الله المرزوقي وبعدها تراجع عنها مما أدى إلى غضب لاعبي نادي القادسية وتهجم بعضهم على الحكم المساعد ، وهما بدر المطوع ومساعد ندا  وقال سعود بوحمد عضو مجلس إدارة نادي القادسية بأن الحكم أخبره بين شوطي المباراة بأن الحكم المساعد أحرجه وأن ركلة الجزاء التي ألغاها كانت صحيحة، وتسائل المدرب والمحلل في القناة الثالثة في تلفزيون الكويت عبد العزيز الهاجري عن كيفية وصول سعود بوحمد إلى الحكام أثناء سير المباراة ، وقال الحكم حميد عرب بأن سعود بوحمد لم يدخل إلى غرفة الحكام بين شوطي المباراة بل كلمه قبل بدأ الشوط الثاني عندما كان يدخل إلى الملعب ، ويقال بأن النائب في مجلس الأمة الكويتي مرزوق الغانم قد دخل إلى غرفة الحكام بعد الأحداث.
طالب فواز الحساوي نائب رئيس نادي القادسية بتطبيق اللوائح قبل إتخاذ أي قرار من قبل لجنة المسابقات وقال بأن فريقه لم يتدخل في الأحداث التي أدت إلى إيقاف المباراة ، وقال المحاضر في الاتحاد الدولي لكرة القدم والحكم السابق حسين شعبان بأن الاتحاد الكويتي سينظر إلى تقرير المباراة المقدم من قبل الحكم ومراقب المباراة قبل إطلاق أي حكم، وحمل عادل عقله مدير فريق نادي الكويت لجنة الحكام الأحداث التي شهدتها المباراة بسبب ضعف شخصية الحكم ، ومن المرجح بأن تحسم المباراة لنادي القادسية كون المباراة في ملعب نادي الكويت وهو المسؤول عن الأمن فيه وستتم معاقبة المتسبب في جرى، وقال عبد العزيز العنبري عضو مجلس إدارة نادي الكويت بأن لم يكن هنالك داعي لانسحاب الحكام بسبب وجود القوات الخاصة ، اجتمع الإتحاد الكويتي لكرة القدم في 25 نوفمبر 2008 منذ الساعة الخامسة والنصف مساء وحتى الساعة الثامنة والنصف مساء ولم يخرج بقرار نهائي، وقرر تأجيل النقاش إلى يوم 26 نوفمبر، وقد طالب عبد الحميد محمد عضو اللجنة الانتقالية للإتحاد الكويتي تطبيق المادة 48 من اللائحة باستكمال ما تبقى من المباراة بتأييد من مراقب المباراة غانم السهلي والحكم السابق عبد العزيز السلمي والحكم السابق حميد أحمد بالإضافة إلى ممثل لجنة المسابقات عباس دشتي ومحمد السدرة، بينما طالب غسان النصف عضو اللجنة الانتقالة بإعادة المباراة كاملة، بينما اتخذ وائل سليمان موقف محايد ولم يبدي رأيه في الموضوع، وقال غسان النصف بأن اللجنة الانتقالية قد استدعت الحكم حميد عرب ولكنه رفض الحضور ، وقال أيضا بأن اللجنة لم تناقش تقرير الحكم ومراقب المباراة حتى الآن ، وأعلن حميد عرب عن اعتزاله التحكيم بعد بلوغ الأمور مبلغا لا يحتمل من عدم احترام وظروف صعبة يعيشها الحكام، وقال بأن أسباب خروجه من الملعب بسبب تعرض لاعبي وإداريي نادي الكويت له إذا ما أقدم على طرد خالد الفضلي حارس مرمى الفريق  وقد قالوا له بالعامية: «لو فيك خير اطرد الفضلي»  وإلقاء الجماهير للمقذوفات عليه وعلى طاقم التحكيم ومما حدا به إلى الخروج للحفاظ على سلامة الحكام ، وقال طلال الفهد الصباح رئيس نادي القادسية بأن النادي يريد تطبيق اللائحة وأنه سيوافق على احتساب نتيجة المباراة للقادسية أو استكمال الدقائق المتبقية من المبارة ، وفي يوم 26 نوفمبر 2008 غرم نادي الكويت حارس مرماه خالد الفضلي بسبب سوء سلوكه في المباراة ، وقدم نادي الكويت احتجاجا إلى اللجنة الانتقالية على الحكم وذلك بسبب تغاضيه عن اعتداء بدر المطوع ومساعد ندا على الحكم المساعد الثاني ووجود عدد كبير من إداريين النادي في دكة الاحتياط.
وفي يوم 26 نوفمبر 2008 قررت اللجنة الانتقالية استكمال الدقائق المتبقية من المباراة وذلك تطبيقا للمادة 48 من اللائحة الخاصة بها، وأكد عبد العزيز السلمي مقرر لجنة الحكام بأن نادي الكويت سيلعب ناقصا للاعبه المطرود فهد حمود الرشيدي، وقامت اللجنة الانتقالية بشطب الحكم حميد عرب نهائيا وإيقاف مساعده عبد الله مراد 15 يوما واعتماد كافة البطاقات الصفراء والحمراء التي نالها اللاعبون  وكانت لجنة الحكام في الاتحاد الكويتي لكرة القدم قررت إيقاف الحكم حميد عرب لمدة 30 يوما ، وقرر الحكم المساعد عبد الله مراد اعتزاله التحكيم وانتقد اللجنة الانتقالية ووصفها بأنها تكيل بمكيالين بدليل شطب اللجنة الانتقالية لحميد عرب بالرغم من اعترافه بخطأه ، وسيدير باقي اللقاء الحكم حمد بوجروة وناصر الشطي وهاني معرفي وثامر العنزي مراقبا للمباراة ، وقد رفض عدد من الحكام إدارة المباراة وذلك بسبب عدم إنزال عقوبات على اللاعبين المخطئين والمتسببين في أحداث المباراة ومن هؤلاء الحكام منصور أبل ومحمود البلوشي وجاسم حبيب ويوسف الخباز وصادق مختار ومحمود المتروك وحمود السهلي ، وقال غسان النصف بأنه لن يتم إتخاذ عقوبات على اللاعبين لعدم ورود ذلك في تقرير الحكم ، ولكن الحكم بالفعل كان قد كتب في تقريره أسماء اللاعبين الذين اعتدوا عليه وهم فهد عوض وخالد الفضلي ووليد علي وحسين حاكم وأعتبرهم مطرودين لتهجمهم وشتمهم له ، وكان عضو اللجنة الانتقالية في الاتحاد الكويتي لكرة القدم وائل سليمان قد قال في لقاء تلفزيوني بأن أي لاعب يدان من خلال تقرير الحكم سيتم إيقافه ، وستنقل مبارتي الفريقين في الجولة الأولى من القسم الثاني إلى يوم 1 ديسمبر 2008 ، واحتج مدير الكرة في نادي النصر الكويتي دخيل العدواني على تأجيل المباراة إلى ذلك التاريخ وعدم معاقبة أي لاعب من اللاعبين المعتدين على الحكم  وقال بأن اللاعب فهد حمود الرشيدي مسجل في فريق تحت 19 سنة نادي الكويت الذي لديه مباراة يوم الأحد مما يؤدي إلى إيقافه في تلك المباراة ومشاركته في مباراة نادي النصر ونادي الكويت ، وفي بيان رسمي لنادي النصر أكد النادي بأنه سيقدم احتجاجا رسميا للإتحاد بهذا الشأن ، وأعلن نادي الكويت عن تحفظه على قرار اللجنة الانتقالية، وقال رئيس النادي عبد العزيز المرزوق بأن النادي يعتبر القرار مجحف بحق النادي ولا يطبق مبدأ العدالة بين الأندية مطالبا بتطبيق المادة رقم 50 في اللائحة التي تدعو إلى إعادة المباراة كاملة ، وأصدر نادي القادسية بيانا صحفيا أبدى استغرابه فيه من صدور القرار بحالته الحالية دون الأخذ بما جاء في تقرير حكم المباراة، حيث كتب في تقرير المباراة بأن الحكم طرد خمسة لاعبين من نادي الكويت وهم فهد حمود الرشيدي وخالد الفضلي وفهد عوض ووليد علي وحسين حاكم وخصوصا وأن مشرف نادي الكويت محمد الهاجري قد وقع على هذه العقوبات ما يعني بأنه حتى في حال استكمال المباراة فإن اللاعبين الخمسة لن يشاركوا.
ولعبت المباراة في 27 نوفمبر 2008 لمدة عشرة دقائق، خمسة منهم كانت استكمالا للوقت الأصلي للمباراة وخمسة دقائق كوقت بدل ضائع، ولم تتغير نتيجة المباراة حيث فاز نادي القادسية 2-1، واعتمد نادي الكويت على الكرات الطويلة لاختصار الوقت، وحصل حارس مرمى نادي القادسية نواف الخالدي على بطاقة صفراء لإضاعته الوقت، وقام نادي الكويت بإخراج حسين حاكم وإدخال عبد الرحمن العوضي بديلا عنه ، وقد حرص الحكم الرابع ثامر العنزي على التدقيق على رقم واسم كل لاعب في الملعب وأن يدخل نادي الكويت الوقت المتبقي بعشرة لاعبين ، ودعا الشيخ طلال الفهد الصباح رئيس نادي القادسية الحكام إلى الرجوع عن اعتزالهم ودعا إلى ضرورة حمايتهم  ورد عن إتهامه بأنه حث الحكم على الخروج من الملعب قال: إنه كلام لا يستند إلى منطق وينطبق عليه المثل «ضربني وبكى سبقني واشتكى» ، وقال النائب في مجلس الأمة الكويتي مرزوق الغانم بأنه واثق من أن المباراة ستعاد كاملة وفقا للمادة 50 من اللائحة ، وقال مدرب نادي القادسية محمد إبراهيم[ ؟ ] بأن استكمال المباراة صدمه ، وقال خالد الغانم نائب رئيس مجلس إدارة نادي الكويت بأن النادي سيواصل مطالبته بإعادة المباراة وقال عن الحكم حميد عرب بأنه أدى المهمة المطلوبة منه، وقال عادل عقله بأن إعادة المباراة لا يستند إلى أي مادة قانونية صحيحية وأن الحكم حميد عرب قد أدى المهمة التي حكم من أجلها ، وردا على كلام خالد الغانم قال حميد عرب بأنه يحترم عائلة الغانم ووالد علي الغانم ووالدة فايزة الخرافي خالد الغانم وأنه يريد أن يسأل خالد الغانم عن المهمة التي كلف بها أو التعليمات التي تلقاها ومن أعطاه إياها، وقال الحكم حميد عرب ردا على هذا الكلام بأنه عادل عقله لا يستحق منه أي كلام ، وقال غسان النصف المقرر المالي في اللجنة الانتقالية في الاتحاد الكويتي لكرة القدم بأن اللجنة الانتقالية مخيرة في قراراتها وليست مسيرة، وذكر بأن جميع القرارات التي تم إتخاذها من قبل اللجنة كانت عن قناعة تامة ودراسة شاملة لكافة الأحداث خصوصا القرارات الصادرة بشأن شطب الحكم حميد عرب وإيقاف الحكم المساعد عبد الله مراد، وقال بأنهم لم يتخذوا أي قرار على اللاعبين المدانين من قبل الحكم بسبب عدم إتخاذ الحكم نفسه قرارات بحقهم ، وقد أستقال العضو في لجنة الحكام في الاتحاد الكويتي لكرة القدم من لجنة الحكام حميد أحمد بسبب عدم إتخاذ عقوبات على المخطئين ، وقال عبد العزيز السلمي مقرر لجنة الحكام بأنه سيجتمعون لمناقشة استقالته.
وفي يوم 30 نوفمبر 2008 أعلن الحكم حميد عرب عن عزمه رفع قضية على غسان النصف المقرر المالي للجنة الانتقالية وعبد العزيز السلمي مقرر لجنة الحكام بسبب إتهامها له بتزوير تقرير المباراة، وقال حميد عرب بأنه لم يستغرب الهجوم منهما لأنهما من الجمعية العمومية لنادي الكويت.
وفي يوم 30 نوفمبر 2008 أسمت جريدة القبس الأحداث التي تحصل باسم فضيحة عرب-غيت على غرار فضيحة ووترغيت.
وفي يوم 2 ديسمبر 2008 كشفت جريدة الوطن عن تزوير تقرير حكم المباراة، حيث عرضت نسختين للتقرير.
وفي يوم 8 ديسمبر 2008 قال مدير فريق كرة القدم الأول بنادي الكويت عادل عقله بأن سبب تراجع مستوى فريقه هي مباراتهم مع نادي القادسية.
في يوم 29 ديسمبر 2008 طلب النائب في مجلس الأمة الكويتي 2008 الدكتور حسن جوهر نسخة من تقرير المباراة الذي يبين أسماء طاقم التحكيم وأسماء الجهاز الفني والإداري والطبي واللاعبين والمعلومات الأولية للمباراة وأحداث المباراة وحالات الإنذار والطرد فيها وكذلك نسخة من التقرير المكتوب لحكم المباراة والمبين لحالات الطرد بحق كل فريق والموقع باستلامه من قبل مشرف الفريق أو مدير الكرة، وطلب كذلك نسخة من التصريحات والمؤثرات الصحفية واللقاءات الإعلامية للمدير المالي في اللجنة الانتقالية ومقرر لجنة الحكام بشأن أحداث المباراة خاصة بما يتعلق بتقرير الحكم مع بيان تواريخ تلك التصريحات وإظهار السيرة الذاتية للمقرر المالي للجنة الانتقالية ومقرر لجنة الحكام وعما إذا كان لهما عضوية سابقة أو حالية في أي من الناديين المتباريين أو تقلدا أي مناصب فيهما، وطلب أيضا نسخة من محضر اجتماع اللجنة الانتقالية بشأن المباراة وبيان أعضاء اللجنة الحاضرين والقرارات التي تم إتخاذها ونسخة من جميع المستندات والوثائق التي تمت مناقشتها، وطالب أيضا بتبيان ما إذا تم تطبيق عقوبة الطرد أو الإنذار بحق لاعبي الفريقين بموجب تقرير الحكم مع تزويده بما يثبت ذلك، وقال حسن جوهر بأن المادة 59 الفقرة 1 من لائحة المسابقات بإتحاد كرة القدم الكويتي تنص على أن تقرير الحكم هو الأساس الذي تعتمد عليه لجنة المسابقات في اعتماد نتيجة المباراة وتردد بأن اللجنة الانتقالية أضافت إلى أنه يتم اعتماد نتيجة المباراة وفقا للشريط الخاص بالمباراة أيضا، مطالبا بإعلامه بتاريخ إضافة التعديل والإجراءات التي تم بموجبها هذا التعديل والسند القانوني أو اللائحي بذلك مع بيان إذا ما تمت مراجعة شريط المباراة، وقال حسن جوهر بأن سبب طلبه هذا هو أن المقرر المالي للجنة الانتقالية ومقرر لجنة الحكام أفادا بأن تقرير حكم المباراة يتضمن حالة طرد واحدة بينما هناك نسخة أخرى من التقرير تبين خمس حالات طرد كما أشار التقرير المكتوب والمرفق بالتقرير إلى طرد اللاعبين الخمسة وهو موثق من قبل وصل استلام العقوبات من قبل إدارة الناديين المتباريين مطالبا بأسباب تجاهل اللجنة الانتقالية ومقرر لجنة الحكام لمجمل تقارير المباراة في توضيح الحقائق للرأي العام، وفي حالة الإهمال أو التعمد في ذلك خصوصا إلى أهمية المباراة، وسأل أيضا عن الإجراءات التي اتخذتها الهيئة العامة للشباب والرياضة في التحقيق في هذه الواقعة والمسؤوليات المترتبة على أي قصور وإهمال أو تعمد في تضليل الجمهور الرياضي في هذا الشأن، وقال حسن جوهر بأنه من خلال مقارنة تقرير حكم المباراة الذي أعلنته اللجنة الانتقالية والنموذج الأصلي المعد من الحكم تبين بوضوح التلاعب في تقرير حكم المباراة والتعمد بمسح حالات الطرد بواسطة الحبر الأبيض الأمر الذي يثير شبهة التزوير في محرر رسمي فما هي الإجراءات التي اتخذتها الهيئة العامة للشباب والرياضة في ذلك وما هي نتائج التحقيق إن وجدت، وكما طلب أيضا تزويده بالعقوبات التي اتخذتها اللجنة الانتقالية على أعضاء الجهاز الفني والجهاز الإداري في الناديين من الذين تطاولوا على حكم المباراة بالاعتداء والشتم والتهديد على ضوء تقرير حكم المباراة، وطلب نسخة من خطاب التظلم الذي تقدم به حكم المباراة إلى مدير عام الهيئة العامة للشباب والرياضة وتاريخ تسليمه وبيان ما إذا طلب المدير العام للهيئة مقابلة الحكم والإجراءات التي تم إتخاذها في موضوع التظلم.

### حسم الدوري
استطاع نادي القادسية الكويتي بأن يفوز بلقب الدوري الكويتي في 18 أبريل 2009 في الجولة العشرين قبل نهايته بجولة بعد خسارة ملاحقيه نادي الكويت من نادي السالمية بهدف مقابل لا شيء وخسارة نادي كاظمة من نادي التضامن الكويتي بهدف مقابل لا شيء وفوزه على نادي النصر الكويتي بثلاثة أهداف مقابل هدف ، وهي المرة الثانية عشر في تاريخه ، وعندما سجل نادي السالمية هدف المباراة الوحيد قام المسؤول عن الساعة في ملعب صباح السالم الذي كان يلعب فيه نادي القادسية بكتابة مبروك في بادرة لاقت استحسان جماهير نادي القادسية ، وقال قائد نادي القادسية نهير الشمري بأن القادسية فاز بلقب الدوري رغم أنف الجميع مؤكدا بأن جميع الأندية تلعب ضد القادسية ولكن القادسية وقف لهم بالمرصاد ، وقال نائب رئيس مجلس إدارة نادي القادسية ومدير الكرة فواز الحساوي بأنه يهدي لقب الدوري لجماهير نادي القادسية التي ساندت الفريق ، وقال رئيس نادي القادسية الشيخ طلال الفهد الصباح بأنها البطولة رقم عشرين منذ بداية قيادته للنادي وأثبت نادي القادسية بأنه أفضل فريق وأنه كان أفضل من يمثل الكرة الكويتية خارجيا في السنوات العشر الأخيرة، وقال صالح الشيخ أن اللقب أتى بعد مجهود موسم كامل، وقال مدرب الفريق محمد إبراهيم[ ؟ ] بأنه يشكر كل من انتقده نقدا بناء ولكن كان هناك بعض الأشخاص الذين جرحوا به، وبعد نهاية المباراة رافقت جماهير نادي القادسية باص اللاعبين من ملعب صباح السالم إلى ملعب محمد الحمد في مسيرة للاحتفال بلقب الدوري ، وفي يوم 25 أبريل 2009 قام نادي القادسية تجهيز مسرح خاص للاحتفال بلقب الدوري وتمت الاستعانة بالفنانين حسن البلام وعبد الرحمن العقل ومشعل ليلي من فرقة ميامي للاحتفال مع اللاعبين، وقد تم إطلاق الألعاب النارية ، وقام الشيخ أحمد الفهد الأحمد الصباح بتسليم الكأس التذكارية للاعبي نادي القادسية ، ولم يتم تسليم درع الدوري لنادي القادسية ، وقال أمين السر المساعد في نادي القادسية بسام البسام بأن لبطولة الدوري تقاليدها الخاصة ومنها بأن يكون هناك درع يسلم للفائز وهذا الشيء الذي فاجئنا حيث سلم فقط الكأس التذكارية.

## إحصاءات
أكثر الفرق فوزا
- نادي القادسية الكويتي (12)

أقل الفرق فوزا
- نادي الشباب الكويتي (2)

أقل الفرق خسارة
- نادي القادسية الكويتي (5)

أكثر الفرق خسارة
- نادي الشباب الكويتي (12)

أكثر الفرق تحقيقا للتعادل
- نادي السالمية (6)
- نادي التضامن الكويتي (6)
- نادي الشباب الكويتي (6)

أقل الفرق تحقيقا للتعادل
- نادي كاظمة (3)
- نادي القادسية الكويتي (3)

أكثر الفرق تسجيلا للأهداف
- نادي الكويت (32)

أقل الفرق تسجيلا للأهداف
- نادي التضامن الكويتي (18)

أكثر الفرق استقبالا للأهداف
- نادي الشباب الكويتي (34)

أقل الفرق استقبالا للأهداف
- نادي العربي الكويتي (17)

### الانضباط
- أول حالة طرد في الدوري  : عبد الله المرزوقي (نادي الكويت × نادي النصر الكويتي 4:2 في 4 أكتوبر 2008).[42]
- أول حالة إنذار في الدوري  : عبد الله المرزوقي (نادي الكويت × نادي النصر الكويتي 4:2 في 4 أكتوبر 2008).[42]

#### حالات الطرد
- عبد الله المرزوقي (نادي الكويت × نادي النصر الكويتي 4:2 في 4 أكتوبر 2008).[42]
- محمد البريكي (نادي السالمية × نادي التضامن الكويتي 1:4 في 5 أكتوبر 2008).[120]
- حمد العنزي (نادي القادسية الكويتي × نادي التضامن الكويتي 0:0 في 8 أكتوبر 2008).[121]
- عبد الوهاب الختلان (نادي الشباب الكويتي × نادي النصر الكويتي 2:1 في 14 أكتوبر 2008).[16]
- عبد الله المطوع (نادي الشباب الكويتي × نادي التضامن الكويتي 3:2 في 21 أكتوبر 2008).[47]
- فهد الفهد (نادي الكويت × نادي كاظمة 2:2 في 25 أكتوبر 2008).[122]
- حكيم المطيري (نادي النصر الكويتي × نادي السالمية 1:1 في 29 أكتوبر 2008 [123]).
- بشار عبد الله (نادي النصر الكويتي × نادي السالمية 1:1 في 29 أكتوبر 2008 [123]).
- مساعد ندا (نادي العربي الكويتي × نادي القادسية الكويتي 3:2 في 29 أكتوبر 2008 [50]).
- أحمد الرشيدي (نادي العربي الكويتي × نادي القادسية الكويتي 3:2 في 29 أكتوبر 2008 [50]).
- ناصر شافي (نادي الشباب الكويتي × نادي العربي الكويتي 1:2 في 9 نوفمبر 2008).[124]
- طلال العامر (نادي القادسية الكويتي × نادي النصر الكويتي 0:1 في 10 نوفمبر 2008).[125]
- فهد حمود الرشيدي (نادي الكويت × نادي القادسية الكويتي 2:1 في 24 نوفمبر 2008).[80]
- مساعد رحيل (نادي التضامن الكويتي × نادي السالمية 2:1 في 28 نوفمبر 2008).[54]
- أتاناس بوروزوف (نادي السالمية × نادي كاظمة 1:0 في 5 ديسمبر 2008).[126]
- يعقوب الأنصاري (نادي السالمية × نادي كاظمة 1:0 في 5 ديسمبر 2008).[126]
- حسين كنكوني (نادي السالمية × نادي كاظمة 1:0 في 5 ديسمبر 2008).[126]
- يعقوب الطاهر (نادي كاظمة × نادي الكويت 2:1 في 5 فبراير 2009).[127]
- فهد الهنيدي (نادي السالمية × نادي القادسية الكويتي 2:2 في 8 فبراير 2009).[26]
- نهير الشمري (نادي السالمية × نادي القادسية الكويتي 2:2 في 8 فبراير 2009).[26]
- بدر المطوع (نادي السالمية × نادي القادسية الكويتي 2:2 في 8 فبراير 2009).[26]
- محمد أشكناني (نادي السالمية × نادي القادسية الكويتي 2:2 في 8 فبراير 2009).[26]
- محمد البريكي (نادي الكويت × نادي السالمية 0:4 في 15 فبراير 2009).[128]
- أنتونيو توبانغو (نادي السالمية × نادي الشباب الكويتي 1:1 في 18 فبراير 2009).[129]
- جراح الظفيري (نادي العربي الكويتي × نادي كاظمة 0:1 في 13 مارس 2009).[130]
- أحمد العيدان (نادي السالمية × نادي التضامن الكويتي 0:0 في 13 مارس 2009).[131]
- عطا الله حميد (نادي الكويت × نادي الشباب الكويتي 1:2 في 21 مارس 2009).[38]
- فهد الفهد (نادي القادسية الكويتي × نادي كاظمة 1:3 في 3 أبريل 2009).[62]
- فيصل دشتي (نادي كاظمة × نادي الشباب الكويتي 0:0 في 14 أبريل 2009).[132]
- طلال نايف (نادي القادسية الكويتي × نادي النصر الكويتي 1:3 في 17 أبريل 2009).[114]
- ناصر الهاجري (نادي الكويت × نادي السالمية 0:0 في 17 أبريل 2009).[133]
- عبد الله دشتي (نادي كاظمة × نادي التضامن الكويتي 1:0 في 17 أبريل 2009).[134]
- فيصل دشتي (نادي كاظمة × نادي النصر الكويتي 0:1 في 25 أبريل 2009).[135]

### الهداف
ثلاثة عشر هدف
- جيري كاريكا (النصر).[5]

عشرة أهداف
- بدر المطوع (القادسية).[5]
- فراس الخطيب (العربي).[5]

سبعة أهداف
- فرج لهيب (الكويت).[5]
- جاكسيك ماركوفيتش (الشباب).[5]
- جهاد الحسين (الكويت).[5]
- أنتونيو توبانغو (الشباب).[5]

### أكثر عدد من الأهداف للاعب في مباراة واحدة
- جيري كاريكا أربعة أهداف (نادي الكويت × نادي النصر الكويتي 4:2 في 4 أكتوبر 2008).[42]

### أول سوبر هاتريك
- جيري كاريكا (نادي الكويت × نادي النصر الكويتي 4:2 في 4 أكتوبر2008).[42]

### أول هاتريك
- أراغو سيلفا (نادي كاظمة × نادي الشباب الكويتي 2:3 في 5 نوفمبر 2008).[136]

### هدف في مرمى فريقه
- فرج لهيب (نادي الكويت × نادي كاظمة 2:2 في 25 أكتوبر 2008).[122]
- عبد الوهاب الختلان (نادي الشباب الكويتي × نادي كاظمة 1:0 في 8 فبراير 2009).[137]
- عبد الله المرزوقي (نادي الكويت × نادي كاظمة 3:2 في 11 أبريل 2009).[138]